# Ziphius
Cet article concerne le genre. Pour le nom vulgaire de l'espèce, voir Baleine de Cuvier.
Genre
Synonymes
- Diodon Lesson, 1828
- Hypodon Haldeman, 1841
- Aliama Gray, 1864
- Ziphiorhynchus Burmeister, 1865
- Ziphiorrhynchus Burmeister, 1865
- Petrorhynchus Gray, 1875

Ziphius est un genre de cétacés odontocètes de la famille des Ziphiidae. Il ne comprend qu'une seule espèce actuelle : la Baleine à bec de Cuvier (Ziphius cavirostris).

## Aire de répartition

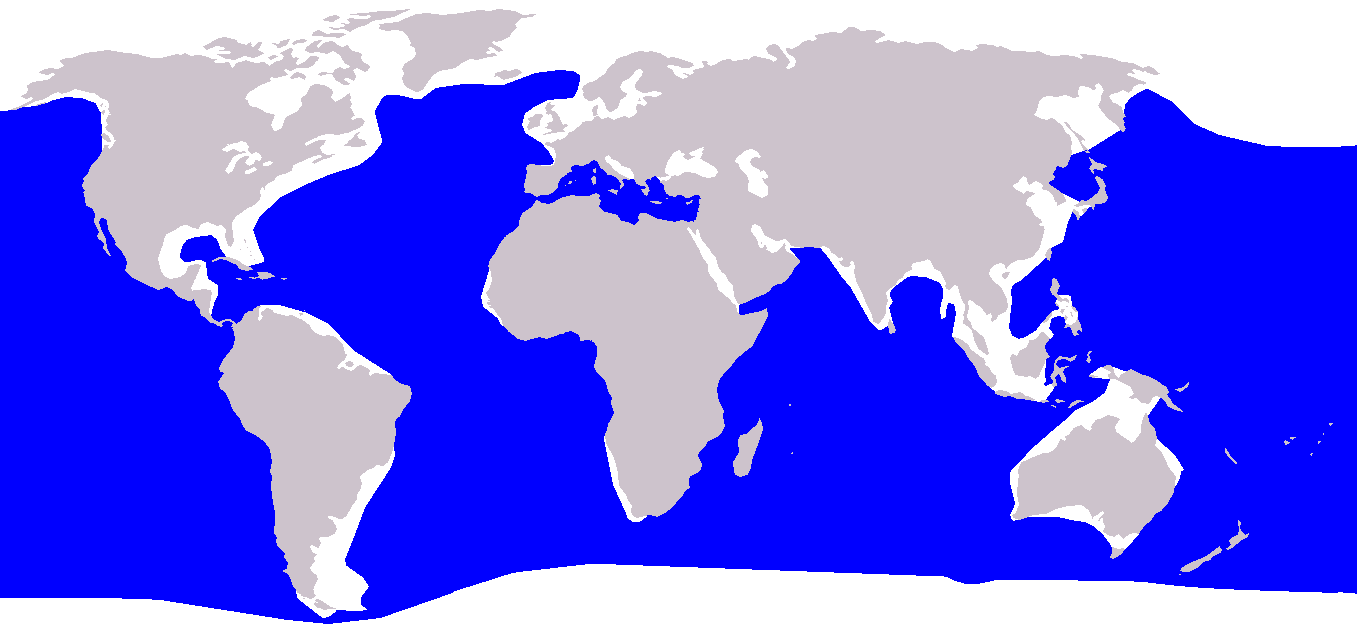
Carte de l'aire de répartition de la Baleine à bec de Cuvier :
zones d'origines ;
zones où il est inexistant.

La Baleine à bec de Cuvier se rencontre dans tous les océans, à l'exception notable des hautes latitudes des océans glacials, la mer Baltique ou la mer Noire. L'espèce fossile Ziphius compressus a été découverte au Royaume-Uni durant le Pléistocène.

## Taxinomie
Ce genre a été décrit pour la première fois en 1823 par le naturaliste français Georges Cuvier (1769-1832). Il a pour synonymes Aliama, Diodon, Hypodon, Petrorhynchus, Ziphiorhynchus et Ziphiorrhynchus,.
La seule espèce actuelle du genre étant la Baleine à bec de Cuvier, Ziphius est traditionnellement considéré comme étant un genre monospécifique, et le nom du genre est donc fréquemment utilisé par les francophones pour désigner sans équivoque l'unique espèce actuelle ; mais il comprend aussi une espèce fossile : Ziphius compressus.

### Liste des espèces
L'espèce actuelle selon Catalogue of Life (29 décembre 2013), ITIS (29 décembre 2013), Mammal Species of the World (version 3, 2005)  (29 décembre 2013) et NCBI (29 décembre 2013) est :
- Ziphius cavirostris G. Cuvier, 1823 - Baleine à bec de Cuvier.

L'espèce actuelle et éteinte selon Paleobiology Database (29 décembre 2013) sont :
- Ziphius cavirostris G. Cuvier, 1823 - Baleine à bec de Cuvier ;
- † Ziphius compressus Owen, 1870.

### Protologue
- Georges Cuvier, « Recherches sur les ossements fossiles, Nouvelle édition », Dufour et d'Ocagne, vol. 5, no 1,‎ 1823, p. 350.